# فرینگ فارما
فرینگ فارما (انگلیسی: Ferring Pharma) شرکت داروسازی سوئیسی است، که در سال ۱۹۵۰ تأسیس شد.